# 후지와라쿄

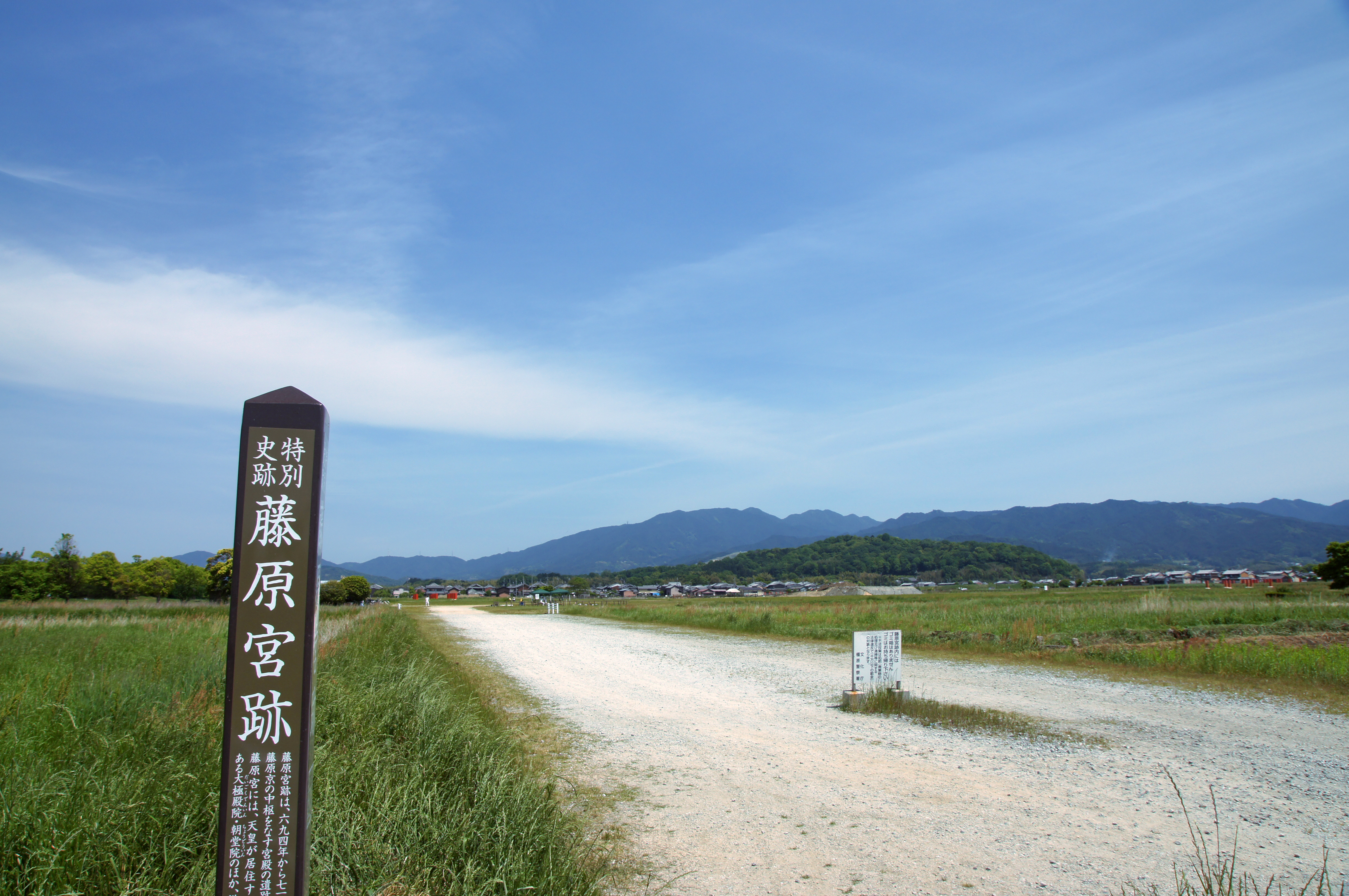
후지와라쿄

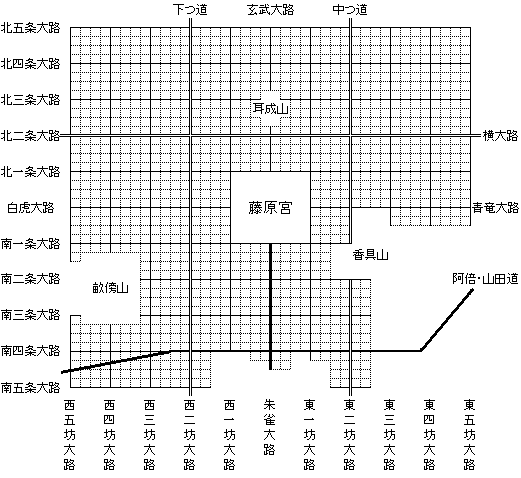
후지와라쿄의 도시 구획

후지와라쿄(일본어: 藤原京)는 아스카쿄(飛鳥京)의 서북쪽, 야마토국(大和國)에 위치해 있었던 고대 일본의 수도이다. 구체적으로 오늘날의 나라현(奈良県) 가시하라시(橿原市)에 해당한다. 일본 역사상 최초로 조방제(條坊制)를 도입한 본격적인 당풍 도성이라는 점에서 의의가 있으며, 중국의 《주례(周禮)》에서 서술한 사상을 체현한 것으로 알려져 있다.

## 개요
《일본서기》에는 지토 천황 4년(690년) 10월조에 "임신에 다케치 황자(高市皇子)가 후지와라(藤原)의 궁지(宮地)를 살폈다. 공경백료(公卿百寮)가 따랐다."고 하였고, 12월조에 "신유에 천황은 후지와라에 행차하여 궁지를 보았다. 공경백료가 모두 따랐다."고 하였으며, 지토 천황 8년(694년) 12월조에 "후지와라노미야(藤原宮)로 옮겨 거하였다."고 하였다. 2006년에 발굴 조사 결과 도시는 덴무 천황 말기인 682년부터 이미 준비되고 있었음이 밝혀져, 덴무 천황의 사후 잠시 중단되었던 것이 지토 천황에 의해 재개된 것으로 볼 수 있다.
지토 천황이 후지와라쿄로 천도한 때에 대해서는 음력 12월 6일(양력 12월 27일) 오전에 아스카기요미하라노미야(飛鳥浄御原宮)를 출발하여 이곳으로 옮겨왔다고 한다. 후지와라쿄라는 이름 자체는 근대에 들어서 쓰이게 된 학술용어이고 《일본서기》에는 등장하지 않는다. 《일본서기》에는 이 도성에 대하여 쿄(京)는 '아라마시노미야코(新益京)', 미야(宮)는 '후지와라노미야(藤原宮)'로 호칭한다.
후지와라쿄가 완성된 것은 천도하고도 10년이 지난 게이운(慶雲) 원년(704년)이라고 하며, 몬무 천황과 겐메이 천황의 통치하에 수도로서의 역할이 더욱 강화되었다. 와도(和銅) 3년(710년)에 겐메이 천황이 다시 수도를 나라의 헤이조쿄(平城京)로 천도할 때까지 지토・몬무(文武)・겐메이(元明)에 이르는 세 명의 천황이 16년간 머물렀던 일본의 수도였다. 《부상략기(扶桑略記)》에 따르면 와도 4년(711년)에 궁이 불타버렸다고 한다.

## 규모 및 궁역
후지와라쿄는 일본 최초로 바둑판 형태로 구획된 수도로 주례 고공기에 따라서 지었다(당나라 장안을 모방한 것은 헤이안쿄). 최근 발굴 조사 결과 도시는 약 5km x 5km 크기로 예전에 생각했던 것에 비해 더 컸음이 밝혀졌다. 궁전인 후지와라노미야(藤原宮)는 약 1km2를 차지했으며 5m 높이의 벽으로 둘러싸여 있었다. 네 방향의 벽은 각각 세 개의 문을 가지고 있었었고 남쪽 벽 중심에 있는 주작문(朱雀門)이 중심문이었다. 대극전(大極殿)과 기타 궁전 건물들은 중국 양식의 기와를 사용한 일본 최초의 궁전 건물이다.
이곳은 황실의 신토 의식과 제사를 담당한 나카토미 씨의 영지였다. 도시는 나라로 수도를 옮긴 지 1년 후인 711년에 불탔고 이후 재건되지 않았다. 1934년에 고고학적인 발굴이 시작되었다.

## 같이 보기
- 후지와라씨

## 참고
- 프레데릭, 루이스 (2002). "일본 백과." 캠브리지, 매사추세츠: 하버드 대학 출판부.